# سار نوک‌بزرگ
سار نوک‌بزرگ (نام علمی: Scissirostrum dubium)، که با نام‌های مینای نوک‌بزرگ، مینای نوک‌سهره‌ای یا سار نوک‌قیچی نیز شناخته می‌شود، گونه‌ای سار از تیرۀ ساران است. در سردهٔ Scissirostrum تک‌نماد و بومی سولاوسی اندونزی است. زیستگاه طبیعی آن دشت‌های استوایی و گاهی مناطق کوهستانی نیمه‌گرمسیری، مناطق جنگلی کم‌درخت و تالاب‌ها است.
این گونه در کلنی لانه می‌سازد که اغلب شامل صدها جفت است. لانه‌های آن در تنه درختان پوسیده یا در حال مرگ همانند دارکوب آشیانه می‌سازند. میوه، حشرات و غلات را می‌خورد. سارهای نوک‌بزرگ در کلنی خود و در غذا دادن به گله‌ها بسیار آواساز هستند.
سار نوک‌بزرگ برای نخستین بار توسط پرنده‌شناس انگلیسی جان لاتام در سال ۱۸۰۱ با نام علمی Lanius dubium توصیف شد.